# Iglesia (metropolitana di Madrid)
Iglesia è una stazione della linea 1 della Metropolitana di Madrid.
Si trova sotto la Glorieta del Pintor Sorolla (conosciuta anche come Plaza de Iglesia), all'intersezione tra le vie di Eloy Gonzalo e Santa Engracia e il Paseo General Martínez Campos, nel distretto di Chamberí.

## Storia
Inaugurata il 17 ottobre 1919 con il nome di "Martínez Campos", poco dopo assunse la denominazione attuale. È una delle otto stazioni più antiche della metropolitana di Madrid.

## Accessi
Vestibolo Martínez Campos
- General Martínez Campos Paseo del General Martínez Campos 1
- Santa Engracia Calle de Santa Engracia 58
- Ascensor Paseo del General Martínez Campos 1

Vestibolo Sagunto aperto dalle 6:00 alle 21:40 vestibolo temporaneamente chiuso
- Sagunto Calle de Santa Engracia 61

Vestibolo Eloy Gonzalo
- Eloy Gonzalo, pares Calle de Eloy Gonzalo 38
- Eloy Gonzalo, impares Calle de Eloy Gonzalo 35
- Ascensor Glorieta del Pintor Sorolla 1